# Dichlormethan
Dichlormethan (DCM, auch Methylenchlorid) ist eine organische chemische Verbindung aus der Gruppe der Chlorkohlenwasserstoffe mit der Summenformel CH2Cl2. Im Vergleich zur Stammverbindung Methan sind zwei Wasserstoff- durch Chloratome substituiert.

## Darstellung und Gewinnung
Großtechnisch wird Dichlormethan in einer radikalischen Substitution durch direkte Reaktion von Methan oder Chlormethan mit Chlor bei einer Temperatur von 400–500 °C hergestellt. Bei dieser Temperatur findet eine schrittweise radikalische Substitution bis hin zu Tetrachlormethan statt:
{\displaystyle {\ce {CH4 + Cl2 -> CH3Cl + HCl}}}
{\displaystyle {\ce {CH3Cl + Cl2 -> CH2Cl2 + HCl}}}
{\displaystyle {\ce {CH2Cl2 + Cl2 -> CHCl3 + HCl}}}
{\displaystyle {\ce {CHCl3 + Cl2 -> CCl4 + HCl}}}
Methan reagiert mit Chlor unter Bildung von Chlorwasserstoff zu Chlormethan, weiter zu Dichlormethan, Trichlormethan und schließlich Tetrachlormethan.
Das Ergebnis des Prozesses ist eine Mischung der vier Chlormethane, die durch Destillation getrennt werden können.
Dichlormethan kann durch Rückflusskochen über Phosphorpentoxid (oder Phosphorpentoxid-haltigen Trocknungsmitteln) und anschließende Destillation getrocknet werden. Die Aufbewahrung von getrocknetem Dichlormethan erfolgt über ein Molekularsieb 3 Å = 0,3 nm.

## Eigenschaften

### Physikalische Eigenschaften

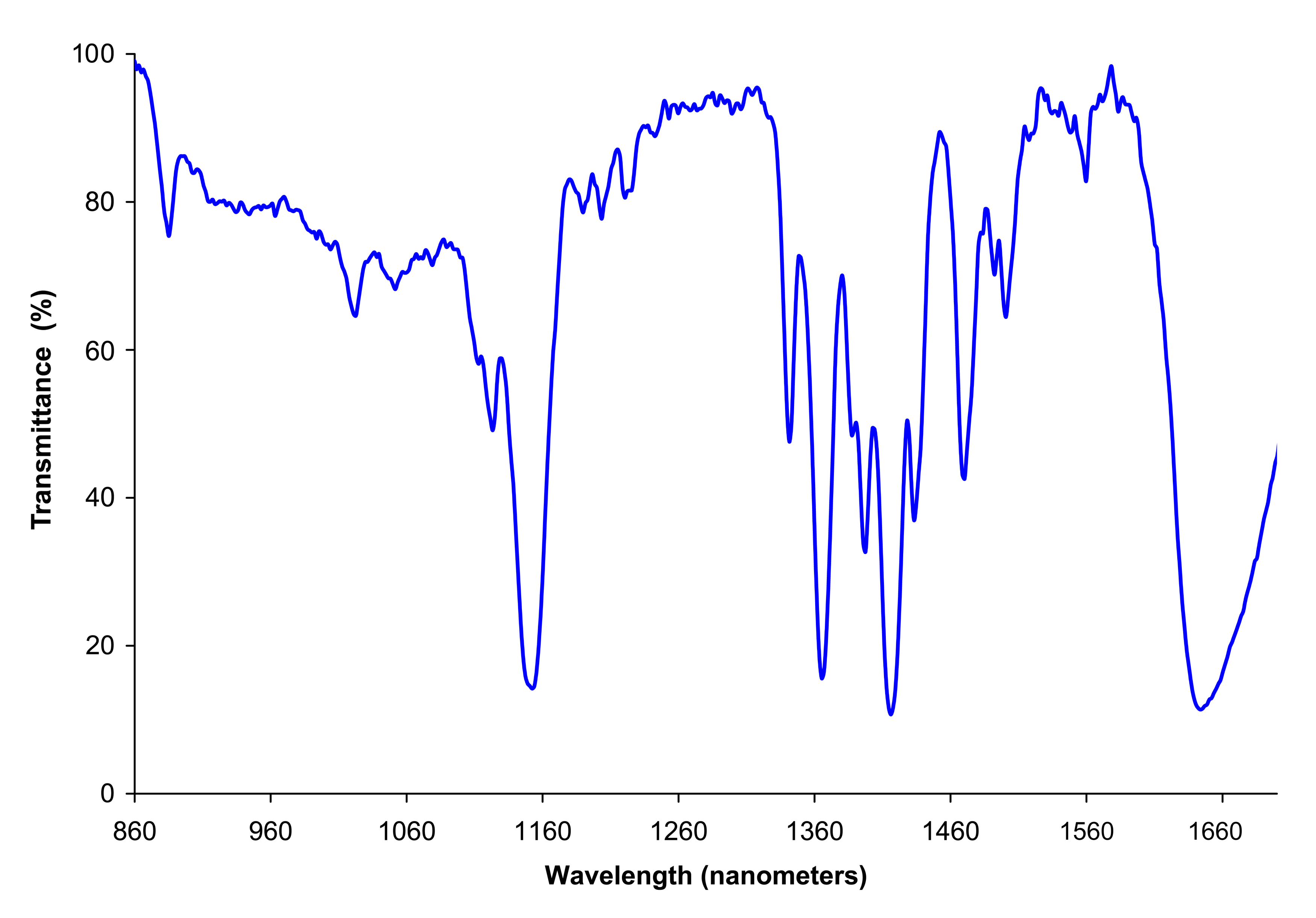
Nahinfrarot-Absorptions-Spektrum von Dichlormethan mit komplexen, sich überlagernden Obertönen im mittleren Infrarotbereich

Dichlormethan ist eine farblose, nur schwer brennbare Flüssigkeit mit einem Schmelzpunkt von −96,7 °C. Der Siedepunkt bei Normaldruck liegt bei 39,8 °C. Die Verdampfungsenthalpie beträgt 28,82 kJ/mol. Die Dampfdruckfunktion ergibt sich nach Antoine entsprechend log10(P) = A−(B/(T+C)) (P in bar, T in K) mit A = 4,53691, B = 1327,016 und C = −20,474 im Temperaturbereich von 233 bis 313 K. Es riecht süßlich, ähnlich dem Chloroform. Die Mischbarkeit mit Wasser ist begrenzt. Mit steigender Temperatur sinkt die Löslichkeit von Dichlormethan in Wasser bzw. steigt die Löslichkeit von Wasser in Dichlormethan.
| Löslichkeiten zwischen Dichlormethan und Wasser |         |       |       |       |       |       |
| Temperatur                                      | °C      | 0     | 9,2   | 17,3  | 26,8  | 35,7  |
| Dichlormethan in Wasser                         | in Ma-% | 2,03  | 1,92  | 1,80  | 1,72  | 1,77  |
| Wasser in Dichlormethan                         | in Ma-% | 0,082 | 0,106 | 0,135 | 0,186 | 0,218 |

### Sicherheitstechnische Kenngrößen
Dichlormethan kann entzündliche Dampf-Luft-Gemische bilden. Der Explosionsbereich liegt zwischen 13 Vol.‑% (450 g/m³) als untere Explosionsgrenze (UEG) und 22 Vol.‑% (780 g/m³) als obere Explosionsgrenze (OEG). Der untere Explosionspunkt liegt bei −8 °C. Der maximale Explosionsdruck beträgt 5,9 bar. Die Verbindung lässt sich allerdings nur sehr schwer entzünden. Das zeigt sich in der sehr hohen Mindestzündenergie von 9300 mJ. Es konnte deshalb auch kein Flammpunkt in Luft gemessen werden. In reinem Sauerstoff wird ein Flammpunkt bei −7 °C beobachtet. Die Zündtemperatur beträgt 605 °C. Der Stoff fällt somit in die Temperaturklasse T1. Die elektrische Leitfähigkeit ist mit 4,3·10−9 S·m−1 eher gering.

## Verwendung
Das leicht flüchtige Dichlormethan löst viele organische Substanzen und wird beispielsweise als Lösungsmittel für Harze, Fette, Kunststoffe und Bitumen eingesetzt.
Dichlormethan dient als Abbeizmittel für Lacke, Entfettungsmittel, Treibgas für Aerosole, Treibmittel bei der Herstellung von Schaumstoffen, Kältemittel in Kühlaggregaten sowie als Extraktionsmittel für Hopfenextrakte, Aromastoffe und Koffein, also als Verarbeitungshilfsstoff im „Direkten Verfahren“ zur Entkoffeinierung von Kaffee.
Beim Herstellen von Polyurethanschäumen hat es lange Zeit das ungiftige, aber ozonabbauende Kältemittel 1,2-Dichlor-1-fluorethan (R-141) ersetzt. Aufgrund des Substitutionsgebotes werden heutzutage in Europa die meisten Polyurethanhartschäume mit Wasser oder Pentan/Cyclopentan aufgeschäumt.
In der laborchemischen Synthese ist Dichlormethan eines der gängigsten Lösungsmittel bei Reaktionen und Extraktionen und wird oft als Ersatz für das teurere und bereits an Luft und Licht zu Phosgenbildung neigende Chloroform genommen.
Im Modellbau (z. B. Architektur) wird es aufgrund seiner Fähigkeit, Acrylglas transparent und schnell zu verbinden, ohne die Finger zu verkleben, häufig als Klebstoff eingesetzt. Auch für Polystyrol kommt es im Modellbau zur Anwendung.
In der Industrie wird Dichlormethan ebenfalls häufig dazu verwendet, Kunststoffe anzulösen und dadurch zu kleben. Dazu gehört eine Vielzahl thermoplastischer Kunststoffe wie Polystyrol, Acrylglas, Polycarbonat, Polyethylenterephthalat und Acrylnitril-Butadien-Styrol. Polypropylen und Polyethylen lassen sich mit Dichlormethan nicht kleben, weil diese nicht löslich sind.
Aufgrund seines niedrigen Siedepunkts kann Dichlormethan in Wärmekraftmaschinen eingesetzt werden, um aus geringen Temperaturunterschieden Bewegungsenergie zu erzeugen. Ein Beispiel ist der Trinkvogel.

### Dichlormethan-d2

Deuteriertes Dichlormethan (Dichlormethan-d_{2})

Vollständig deuteriertes Dichlormethan (Dichlormethan-d2) – in dem beide Wasserstoffatome durch Deuterium ausgetauscht sind – wird als Lösungsmittel in der NMR-Spektroskopie benutzt.

## Sicherheitshinweise
Dichlormethan ist weniger toxisch als andere einfache Organochlorverbindungen. Durch seine hohe Flüchtigkeit ist es jedoch ein gefährliches Atemgift.
Bei Aufnahme von flüssigem Dichlormethan – auch über die Haut – treten Vergiftungserscheinungen wie Kopfschmerzen, Schwindel, Übelkeit, Gefühlslosigkeit, Reizungen der Atemwege und Augen, Appetitlosigkeit, Konzentrationsschwäche und Ermüdung bis hin zu narkoseähnlichen Zuständen und Asphyxie auf.
Dichlormethan wird im Körper zu Kohlenstoffmonoxid umgesetzt und kann zur Kohlenstoffmonoxidvergiftung führen.
Die Inhalation kann zur Schädigung des Sehnervs führen und Hepatitis auslösen. Längerer Hautkontakt führt zur Auflösung des Fettgewebes in der Haut und verursacht Juckreiz sowie Verätzung.
Die Dämpfe sind schwerer als Luft. Bei der Verbrennung von Dichlormethan kann das gasförmige, hochgiftige Phosgen entstehen. In Wasser gelöst schädigt es Kleinorganismen wie Daphnien.
Für Dichlormethan besteht der Verdacht auf krebserzeugende Wirkung. In Versuchstieren entstand Krebs in den Lungen, der Leber, der Bauchspeicheldrüse, im Brustdrüsengewebe und in der Speicheldrüse.
Dichlormethan tritt auch in die Plazenta über.
Bei bestehenden Herzproblemen können Herzrhythmusstörungen und Herzinfarkte ausgelöst werden.
Beim Umgang mit Dichlormethan sollte Schutzkleidung einschließlich Handschuhen getragen werden. Latex- oder Nitrilhandschuhe sind nicht ausreichend. Stattdessen sollten Handschuhe aus Viton oder PVA verwendet werden. Butylhandschuhe sollten jedoch nur als Spritzschutz eingesetzt werden, da die Durchbruchzeit bei 8 Minuten liegt. Geeignete Handschuhe sollten nach der EN 374 geprüft sein. Die Lagerung dieser Verbindung sollte in einem Temperaturbereich von 15 bis 25 °C erfolgen. Dichlormethan darf keinesfalls mit metallischem Natrium oder anderen Alkalimetallen in Kontakt kommen, weil dies zu Explosionen führen kann.

## Rechtliche Situation

### Farbabbeizer
Abbeizmittel, die Dichlormethan zu 0,1 % Gewichtsanteil oder mehr enthalten, wurden durch Beschluss des Europäischen Parlamentes vom 6. Mai 2009 in die Liste der beschränkten Chemikalien der EU, also in Anhang XVII der REACH-Verordnung aufgenommen. Dem war die Richtlinie 76/769/EWG zur Harmonisierung der in den Mitgliedstaaten geltenden Regeln für Gefahrstoffe vorausgegangen; so in Deutschland die von 2006 bis 2013 geltenden Technischen Regeln „Ersatzstoffe, Ersatzverfahren und Verwendungsbeschränkungen für dichlormethanhaltige Abbeizmittel“.
Verboten ist somit
- das Inverkehrbringen an private oder gewerbliche Verwender nach dem 6. Dezember 2011 und
- die Verwendung durch gewerbliche Nutzer nach dem 6. Juni 2012,

sofern die gewerblichen Verwender (und ihr Personal) die Abbeizarbeiten nicht innerhalb einer Industrieanlage durchführen. Unter strengen Voraussetzungen wie Sachkundenachweis und Lüftungssystemen gestattete das EU-Recht nationale Ausnahmeregelungen.
Seit 6. Dezember 2012 müssen diese Abbeizer zudem mit unverwischbarer Aufschrift gekennzeichnet sein „Nur für industrielle Verwendung und für gewerbliche Verwender, die über eine Zulassung...“

#### Verbotsgründe
Die Regulierung dient vor allem dem Arbeitsschutz.
- Durch seinen niedrigen Siedepunkt und die hohe Dichte des Gases kann sich Dichlormethan in Bodennähe als narkotisierend wirkendes Gas anreichern, das vom ohnmächtigen Verwender eingeatmet im menschlichen Körper zu Kohlenmonoxid abgebaut wird und zum Erstickungstod führen kann.[33] Auf diese Weise kamen nach Angaben der Berufsgenossenschaft der Bauwirtschaft (BG BAU) in Europa 30 Menschen durch dichlormethanhaltige Abbeizer ums Leben.
- Ein wirksamer Atemschutz kann nur durch umgebungsluftunabhängige Atemschutzgeräte erreicht werden, die in privatem Bereich nicht und bei gewerblicher Abbeizarbeit bloß selten zum Einsatz kommen.
- Bei Messungen wurde unter schlechten Bedingungen im Freien eine fünffache, in Räumen sogar eine zehnfache Überschreitung gesetzlicher Grenzwerte festgestellt.
- Dichlormethan steht zudem unter Verdacht, das Erbgut zu schädigen und Krebs auszulösen.

#### Kritik
Bei Verwendung von Dichlormethan-freien Abbeizern muss der Arbeitsablauf angepasst werden. Sie wirken oft langsamer und nicht universell, problematisch insbesondere auf Zweikomponenten- oder Kunstharzlacke. Die Wahl der Alternative richtet sich nach der Art des Lackes. Ersatzstoffe enthalten manchmal selbst bedenkliche Lösungsmittel wie N-Methyl-2-pyrrolidon.

### Mittel zur Entkoffeinierung von Kaffee
Oft wird aus Kostengründen Dichlormethan als Extraktionsmittel bei Kaffee verwendet. Als Verarbeitungshilfsstoff ist es ist in Deutschland nach der Technische Hilfsstoffe-Verordnung von 1991, 2018 neu bekanntgemacht als Verordnung über die Verwendung von Extraktionslösungsmitteln bei der Herstellung von Lebensmitteln (Extraktionslösungsmittelverordnung - ElmV) als beschränkt verwendbares Mittel zugelassen, nämlich zum Lösen von Koffein, Reiz- und Bitterstoffen aus Kaffee und Tee, sofern der Restgehalt im extrahierten Stoff nicht mehr als 2 mg/kg gerösteter Kaffee und 5 mg/kg Tee beträgt; der Grenzwert bei der außerdem zulässigen Verwendung zur Herstellung von Aromen aus natürlichen Aromaträgern ist 0,02 mg/kg im verzehrfertigen aromatisierten Lebensmittel.

### Umweltschutz
Dichlormethan ist ein CKW und daher in vielen EU-Mitgliedstaaten für bestimmte Anwendungen komplett verboten und in Deutschland stark eingeschränkt (etwa bei der Verwendung in Textilwaschmitteln und in Reinigungsmitteln). Dies wird unter anderem in der Reach-Verordnung von 2010 geregelt. Umweltaspekte von Dichlormethan und CKWs werden in der Verordnung über genehmigungsbedürftige Anlagen (4. BImSchV) geregelt.

## Ozonschicht
Mit dem Montreal-Protokoll vom September 1987 wurden die Ozonschicht zerstörende FCKW eingeschränkt. 2014 wurde erkannt, dass das Ozonloch über der Antarktis seit über 10 Jahren nicht mehr größer geworden ist. 2017 zeigen Ryan Hossaini et al. in Nature auf, dass die bisher bis 2050 erwartete Erholung der Ozonschicht – bis auf den Stand von 1980 – doch bis 2080 dauern könnte. Dichlormethan ist zwar kurzlebig und damit weniger stark ozonschädigend, da es aber in seiner (bodennahen) Konzentration von 2004 bis 2014 auf etwa das Doppelte zugenommen hat, wird dies als ursächlich für die langsame Erholung der Ozonschicht angenommen.

## Risikobewertung
Dichlormethan wurde 2016 von der EU gemäß der Verordnung (EG) Nr. 1907/2006 (REACH) im Rahmen der Stoffbewertung in den fortlaufenden Aktionsplan der Gemeinschaft (CoRAP) aufgenommen. Hierbei werden die Auswirkungen des Stoffs auf die menschliche Gesundheit bzw. die Umwelt neu bewertet und ggf. Folgemaßnahmen eingeleitet. Ursächlich für die Aufnahme von Dichlormethan waren die Besorgnisse bezüglich hoher (aggregierter) Tonnage sowie der vermuteten Gefahren durch krebserregende Eigenschaften, der möglichen Gefahren durch mutagene, reproduktionstoxische und sensibilisierende Eigenschaften sowie als potentieller endokriner Disruptor. Die Neubewertung fand ab 2016 statt und wurde von Italien durchgeführt. Anschließend wurde ein Abschlussbericht veröffentlicht.